# Alexandroupoli
Alexandroupoli (tiếng Hy Lạp Αλεξανδρούπολη, aleksanðrupoli], trước đây là Ἀλεξανδρούπολις, Alexandroupolis) là một thành phố thuộc tỉnh Đông Macedonia và Thrace, Hy Lạp. Thành phố Alexandroupoli có tổng diện tích 1220 km2, dân số năm 2001 là 48.885 người còn khu tự quản có dân số 52.720 người. Alexandroupoli được đặt theo tên vua Alexander, nó là một cảng quan trọng và trung tâm thương mại của vùng đông bắc Hy Lạp.
Alexandroupoli có cự ly khoảng 14,5 km (9,0 dặm) về phía tây của vùng đồng bằng của sông Evros, 40 km từ biên giới với Thổ Nhĩ Kỳ, 346 km (215 dặm) từ Thessaloniki theo tuyến đường cao tốc Egnatia mới được xây dựng, và 750 km (470 dặm) từ Athena. Xung quanh thành phố, có các làng đánh cá nhỏ như Makri và Dikella về phía tây, và Maistros, Apalos, Antheia, Aristino, Nipsa, Loutra về phía đông, trong khi phía bắc của thành phố là Palagia, Abantas, Aissymi và Kirkas. 